# 玉名市
玉名市（たまなし）は、熊本県の北部にある市。

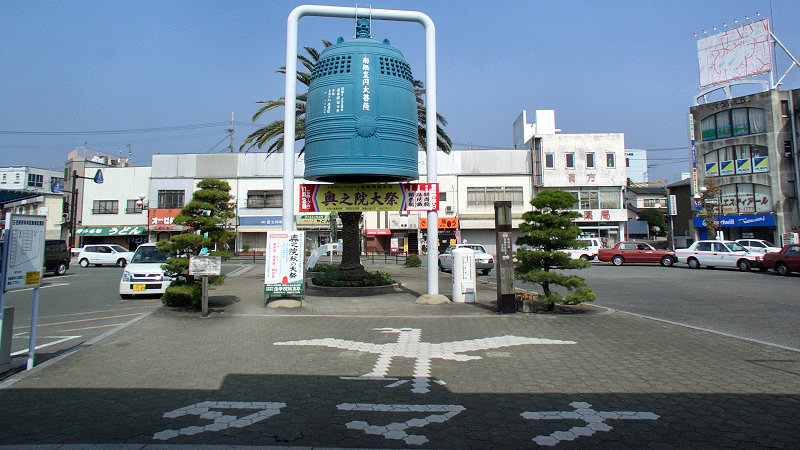
玉名駅前

熊本県の北部の中心的な市であり、国や県の出先機関が置かれている。市内にある玉名温泉、小天温泉は有名。2005年10月3日に隣接する岱明町・横島町・天水町と対等合併し、新市制による玉名市となった。

## 地理
- 山：筒ヶ岳
- 一級河川：菊池川

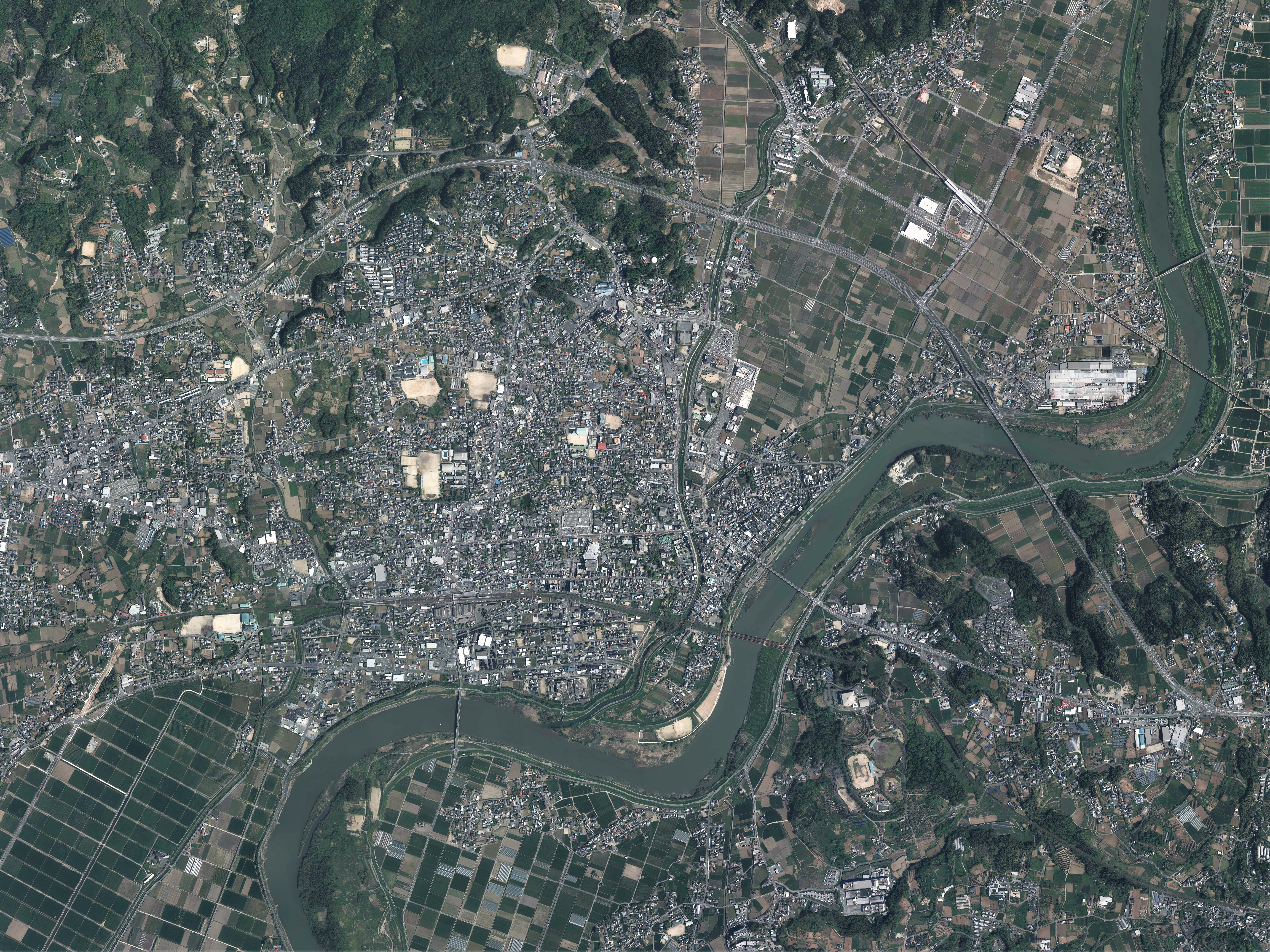
玉名市中心部周辺の空中写真。
2016年4月20日撮影の12枚を合成作成。。

- 二級河川：繁根木川、境川、行末川、友田川、開田川

### 気候
| 岱明（1991年 - 2020年）の気候      | 岱明（1991年 - 2020年）の気候 | 岱明（1991年 - 2020年）の気候 | 岱明（1991年 - 2020年）の気候 | 岱明（1991年 - 2020年）の気候 | 岱明（1991年 - 2020年）の気候 | 岱明（1991年 - 2020年）の気候 | 岱明（1991年 - 2020年）の気候 | 岱明（1991年 - 2020年）の気候 | 岱明（1991年 - 2020年）の気候 | 岱明（1991年 - 2020年）の気候 | 岱明（1991年 - 2020年）の気候 | 岱明（1991年 - 2020年）の気候 | 岱明（1991年 - 2020年）の気候 |
| 月                                 | 1月                           | 2月                           | 3月                           | 4月                           | 5月                           | 6月                           | 7月                           | 8月                           | 9月                           | 10月                          | 11月                          | 12月                          | 年                            |
| ---------------------------------- | ----------------------------- | ----------------------------- | ----------------------------- | ----------------------------- | ----------------------------- | ----------------------------- | ----------------------------- | ----------------------------- | ----------------------------- | ----------------------------- | ----------------------------- | ----------------------------- | ----------------------------- |
| 最高気温記録 °C （°F）             | 20.0 (68)                     | 22.6 (72.7)                   | 26.7 (80.1)                   | 30.7 (87.3)                   | 34.2 (93.6)                   | 36.1 (97)                     | 38.1 (100.6)                  | 38.4 (101.1)                  | 37.6 (99.7)                   | 33.4 (92.1)                   | 28.5 (83.3)                   | 23.9 (75)                     | 38.4 (101.1)                  |
| 平均最高気温 °C （°F）             | 10.7 (51.3)                   | 12.2 (54)                     | 15.7 (60.3)                   | 20.9 (69.6)                   | 25.6 (78.1)                   | 27.9 (82.2)                   | 31.6 (88.9)                   | 33.2 (91.8)                   | 30.1 (86.2)                   | 25.0 (77)                     | 18.7 (65.7)                   | 13.0 (55.4)                   | 22.0 (71.6)                   |
| 日平均気温 °C （°F）               | 5.6 (42.1)                    | 6.8 (44.2)                    | 10.2 (50.4)                   | 15.2 (59.4)                   | 19.9 (67.8)                   | 23.4 (74.1)                   | 27.3 (81.1)                   | 28.3 (82.9)                   | 24.8 (76.6)                   | 19.1 (66.4)                   | 13.1 (55.6)                   | 7.7 (45.9)                    | 16.8 (62.2)                   |
| 平均最低気温 °C （°F）             | 1.0 (33.8)                    | 1.7 (35.1)                    | 4.9 (40.8)                    | 9.6 (49.3)                    | 14.7 (58.5)                   | 19.7 (67.5)                   | 23.9 (75)                     | 24.5 (76.1)                   | 20.5 (68.9)                   | 14.0 (57.2)                   | 8.1 (46.6)                    | 2.9 (37.2)                    | 12.1 (53.8)                   |
| 最低気温記録 °C （°F）             | −7.4 (18.7)                   | −7.7 (18.1)                   | −3.9 (25)                     | −1.6 (29.1)                   | 4.1 (39.4)                    | 9.6 (49.3)                    | 15.5 (59.9)                   | 16.9 (62.4)                   | 7.1 (44.8)                    | 2.1 (35.8)                    | −1.7 (28.9)                   | −4.7 (23.5)                   | −7.7 (18.1)                   |
| 降水量 mm （inch）                 | 53.2 (2.094)                  | 71.3 (2.807)                  | 112.0 (4.409)                 | 132.6 (5.22)                  | 151.5 (5.965)                 | 357.5 (14.075)                | 329.2 (12.961)                | 180.7 (7.114)                 | 166.8 (6.567)                 | 83.8 (3.299)                  | 83.9 (3.303)                  | 59.8 (2.354)                  | 1,802.6 (70.969)              |
| 平均降水日数 （≥1.0 mm）           | 6.7                           | 8.3                           | 9.9                           | 9.5                           | 8.8                           | 13.5                          | 11.3                          | 9.7                           | 8.7                           | 6.5                           | 7.4                           | 7.0                           | 107.3                         |
| 平均月間日照時間                   | 133.4                         | 143.9                         | 167.3                         | 183.2                         | 191.6                         | 124.4                         | 187.7                         | 220.6                         | 178.7                         | 180.4                         | 148.6                         | 137.8                         | 1,997.6                       |
| 出典1：Japan Meteorological Agency |                               |                               |                               |                               |                               |                               |                               |                               |                               |                               |                               |                               |                               |
| 出典2：気象庁                      |                               |                               |                               |                               |                               |                               |                               |                               |                               |                               |                               |                               |                               |

### 地名
合併により玉名市になった地区は従来の大字の前に旧町名を冠する。
- 永徳寺（旧高瀬町→玉名町)
- 高瀬（旧高瀬町→玉名町）
- 秋丸（旧弥富村→玉名町）
- 岩崎（旧弥富村→玉名町）
- 亀甲（旧弥富村→玉名町）
- 河崎（旧弥富村→玉名町）
- 中（旧弥富村→玉名町）
- 繁根木（旧弥富村→玉名町）
- 立願寺（旧弥富村→玉名町）
- 玉名（旧玉名村）
- 両迫間（旧玉名村）
- 伊倉北方（旧伊倉町）
- 伊倉南方（旧伊倉町）
- 片諏訪（旧伊倉町）
- 宮原（旧伊倉町）
- 横田（旧伊倉町）
- 小浜（旧滑石村）
- 滑石（旧滑石村）
- 青木（旧月瀬村）
- 月田（旧月瀬村）
- 箱谷（旧月瀬村）
- 溝上（旧月瀬村）
- 上小田（旧小田村）
- 川部田（旧小田村）
- 下小田（旧小田村）
- 山部田（旧小田村）
- 石貫（旧石貫村）
- 富尾（旧石貫村）
- 大浜町（旧大浜町）
- 築地（旧築山村）
- 中尾（旧築山村）
- 山田（旧築山村）
- 安楽寺（旧梅林村）
- 下（旧梅林村）
- 津留（旧梅林村）
- 青野（旧八嘉村）
- 大倉（旧八嘉村）
- 北坂門田（旧八嘉村）
- 田崎（旧八嘉村）
- 寺田（旧八嘉村）
- 中坂門田（旧八嘉村）
- 南坂門田（旧八嘉村）
- 向津留（旧八嘉村）
- 小島（旧豊水村）
- 小野尻（旧豊水村）
- 川島（旧豊水村）
- 北牟田（旧豊水村）
- 千田川原（旧豊水村）
- 三ツ川（旧米富村→南関町）
- 松木（1981年、繁根木・亀甲・中より分立）
- 六田（中より分立）

岱明町
- 岱明町大野下（旧大野村）
- 岱明町下前原（旧大野村）
- 岱明町中土（旧大野村）
- 岱明町野口（旧大野村）
- 岱明町高道（旧高道村）
- 岱明町浜田（旧高道村）
- 岱明町山下（旧高道村）
- 岱明町扇崎（旧鍋村）
- 岱明町下沖洲（旧鍋村）
- 岱明町鍋（旧鍋村）
- 岱明町古閑（旧睦合村）
- 岱明町西照寺（旧睦合村）
- 岱明町庄山（旧睦合村）
- 岱明町上（旧睦合村）
- 岱明町開田（旧睦合村）
- 岱明町三崎（旧睦合村）

横島町
- 横島町大園
- 横島町横島
- 横島町共栄（1978年、干拓により発足）

天水町
- 天水町小天（旧小天村）
- 天水町尾田（旧玉水村）
- 天水町竹崎（旧玉水村）
- 天水町立花（旧玉水村）
- 天水町野部田（旧玉水村）
- 天水町部田見（旧玉水村）

#### 玉名市の主な校区
- 玉名町 - 行政機関や教育機関も多く、市の中心地。また、玉名温泉もあり、古くからの温泉地として賑わっている。
- 築山 -
- 滑石 - 毎年正月に、猪喰い祭りが行われる。
- 大浜 - 有明海海苔発祥の地。第２次世界大戦では大浜飛行場が建設された。江戸時代には米の集散港として栄え、現在も廻船問屋跡の民家が残る。
- 豊水
- 八嘉 - 玉名市街から菊池川以東南の八嘉台地を占め、国道208号が東西を横切る。玉名バイパスの東の端。主な産物はみかん。
- 伊倉 - 古くからの街並みが残るエリア。
- 梅林 - 太宰府天満宮第1の分社。熊本県指定無形民俗文化財の流鏑馬が行われる。なお、2018年に小学校統廃合が行われた。
- 小田 - 日本マラソンの父金栗四三氏の墓などがある。なお、2018年に小学校統廃合が行われた。
- 月瀬 - 2018年に小学校統廃合が行われた。
- 玉名 - 玉名大神宮を有する。また、装飾古墳のことが知られるきっかけとなった大坊古墳や，グラフ誌(平凡社『太陽』)に掲載されて古墳ブームや考古学ブームといえる現象を起こした永安寺東古墳など多くの古墳も有する。なお、2018年に小学校統廃合が行われ玉陵中学校内に、玉陵小学校が設置された。
- 石貫 - 最後の仇討ちの場として知られるほか、横穴古墳などが点在する。なお、2018年に小学校統廃合が行われた。
- 三ツ川 - 2018年に小学校統廃合が行われた。
- 睦合 - 市が設置した「ホタルの里」がある。また、中世の山城であった日嶽城跡があり、頂上からは有明海や雲仙普賢岳が見える。
- 大野 - 岱明の中心地、玉名市役所岱明支所、玉名市岱明防災コミュニティセンター（岱明町公民館）、玉名市岱明図書館、玉名市岱明ふれあい健康センター、岱明中央公園グランド、玉名市岱明町B&G海洋センター、大野保育園などが集まる。国の天然記念物 大野下の蘇鉄がある。
- 高道 - 玉名市立高道小学校、玉名農業協同組合岱明総合支所、高道郵便局、高道保育園があり、豪潮律師生誕の寺（専光寺）がある。
- 鍋 - 県北唯一の海水浴場である鍋松原海水浴場がある。鍋郵便局、鍋保育園がある。
- 横島 - イチゴとトマト、ミニトマトの産地。ほとんどが干拓地。近代遺跡として旧玉名干拓施設群がある。
- 玉水 - 名水百選に選ばれた「尾田の丸池」がある。
- 小天 - 明治期に夏目漱石が訪れ、小説『草枕』の舞台として知られる。小天温泉が有名。特産物はみかん。
- 小天東 - みかんの産地として知られる。近年、薬草栽培も行なっている。

### 隣接する自治体・行政区
- 熊本市（西区）
- 荒尾市
- 玉名郡
  - 長洲町
  - 玉東町
  - 和水町
  - 南関町

## 郵便
郵便局
- 玉名郵便局
- 高道郵便局
- 天水郵便局
- 鍋郵便局
- 大浜郵便局
- 大野下郵便局
- 滑石郵便局
- 横島郵便局
- 玉水郵便局
- 玉名築山郵便局
- 伊倉郵便局
- 玉名高瀬郵便局
- 玉名温泉郵便局
- 玉名大倉郵便局
- 玉名迫間郵便局

簡易郵便局
- 石貫簡易郵便局
- 玉名三ツ川簡易郵便局
- 月瀬簡易郵便局
- 玉名小田簡易郵便局
- 大浜末広簡易郵便局
- 睦合簡易郵便局
- 小天東簡易郵便局

## 歴史
菊池川の河口港として発展してきた都市である。

### 沿革
- 1889年（明治22年）4月1日 - 町村制施行により、現在の市域にあたる以下の町村が発足。
  - 玉名郡高瀬町・弥富村・滑石村・豊水村・石貫村・玉名村・小田村・梅林村・伊倉村・築山村・大浜町・八嘉村・月瀬村・大野村・睦合村・高道村・鍋村・小天村・玉水村・横島村
- 1891年（明治24年）4月1日 - 九州鉄道（現在のJR九州）で久留米駅から玉名駅まで延伸開業。
- 1899年（明治32年）2月2日 - 伊倉村が町制施行。伊倉町となる。
- 1942年（昭和17年）5月20日 - 高瀬町と弥富村が新設合併し、玉名町が発足。
- 1954年（昭和29年）
  - 4月1日 - 玉名町・滑石村・豊水村・石貫村・玉名村・小田村・梅林村・伊倉町・築山村・大浜町・八嘉村・月瀬村が新設合併し、市制施行。玉名市が発足。
  - 10月1日 - 小天村と玉水村が新設合併し、天水村が発足。
- 1955年（昭和30年）4月1日 - 大野村・睦合村・高道村・鍋村が新設合併し、岱明村が発足。
- 1956年（昭和31年）1月1日 - 南関町の一部を玉名市に編入。
- 1960年（昭和35年）10月1日 - 天水村が町制施行。天水町となる。
- 1965年（昭和40年）4月1日 - 岱明村が町制施行。岱明町となる。
- 1968年（昭和43年）11月1日 - 横島村が町制施行。横島町となる。
- 2005年（平成17年）10月3日 - 玉名市・岱明町・横島町・天水町が新設合併し、新市制による玉名市が発足。
- 2011年（平成23年）2月26日 - 玉名バイパス全線開通。
- 2011年（平成23年）3月12日 - 九州新幹線新玉名駅開業。
- 2015年（平成27年）1月5日 - 庁舎を玉名市繁根木163から、近隣に玉名市民会館や玉名合同庁舎などがある現住所に移転、同日より業務を開始[3]。
- 2017年（平成29年）9月 - 防災行政無線施設整備工事（デジタル化更新工事）公募開始
- 2018年（平成30年）7月 - 玉名市天水支所を玉名市天水市民センターと改称し、新施設での運用が開始された。
- 2020年（令和2年）
  - 3月31日 - 玉名市立小天東小学校閉校。なお、小天小学校に統合された。
  - 4月1日 - 防災行政無線施設整備工事（デジタル化更新工事）が完了し、本格運用が開始される。
  - 6月1日 - 玉名市民会館ホール棟の供用開始。指定管理者は玉名市自治振興公社。
- 2021年（令和3年）
  - 3月1日 - 公立玉名中央病院と玉名地域医療センターが合併し、くまもと県北病院となる。
  - 4月1日 - 玉名消防署と有明広域行政事務組合消防本部を新築統合し、玉名市築地309番地1で運用開始。
  - 4月1日 - 天水地区（旧天水町）が過疎地に指定。
- 2022年（令和4年）10月 - 岱明町公民館を改称し岱明防災コミュニティセンターとした。
- 2025年（令和7年）8月11日 - 6時間降水量を更新する集中豪雨（370.5mm）。市役所前など市内で広く冠水する被害[4]。

## 行政

### 歴代市長
| 代    | 氏名     | 就任年月日     | 退任年月日     | 備考       |
| ----- | -------- | -------------- | -------------- | ---------- |
| 初代  | 島津勇典 | 2005年11月13日 | 2009年11月12日 |            |
| 2-3代 | 高嵜哲哉 | 2009年11月13日 | 2017年11月12日 | 旧玉名市長 |
| 4-5代 | 藏原隆浩 | 2017年11月13日 | 現職           |            |

### 市役所の組織機構

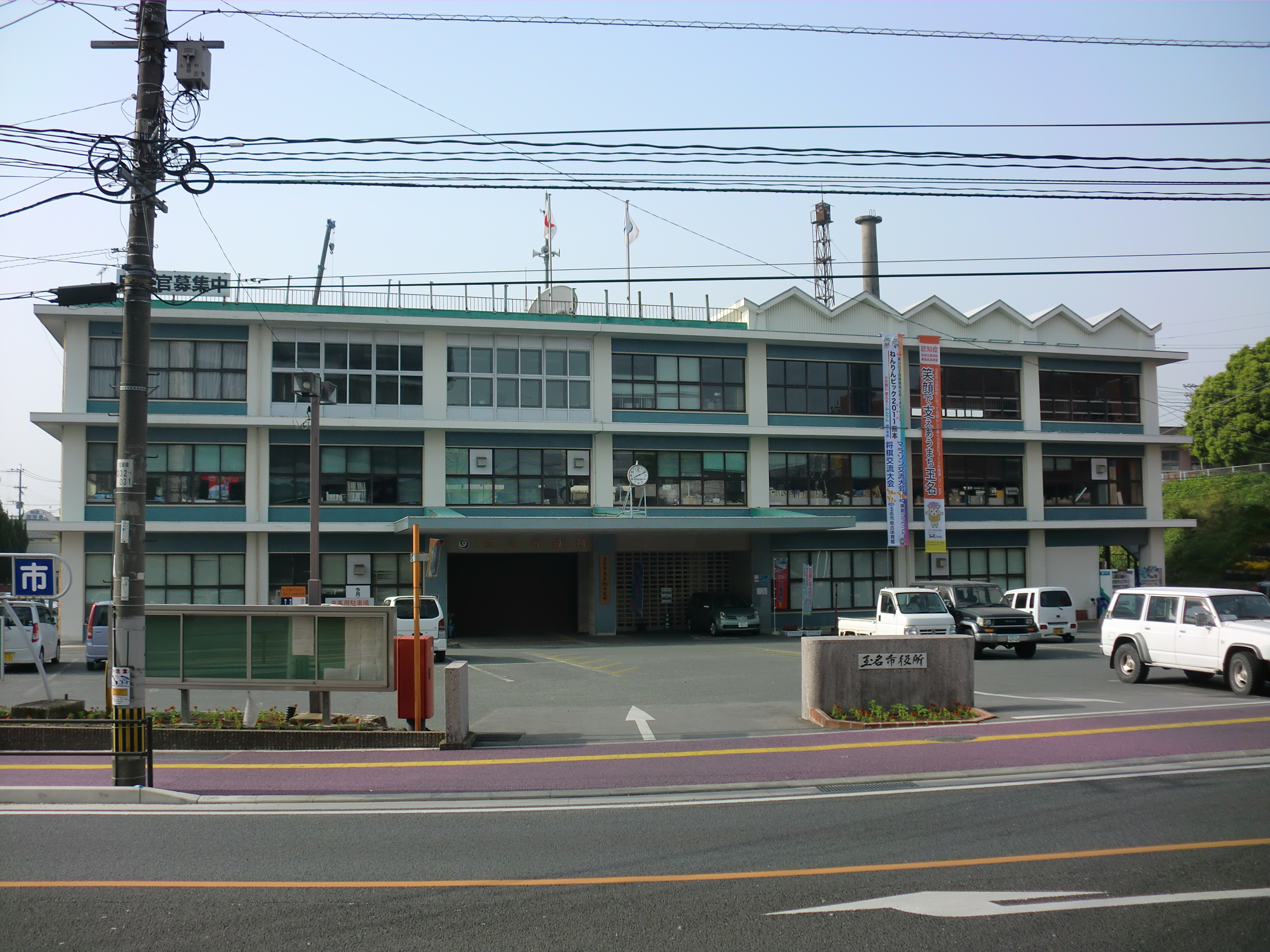
玉名市役所旧庁舎（2014年まで使用）

- 総務部
- 企画経営部
- 市民生活部
- 産業経済部
- 健康福祉部
- 建設部
- 会計管理者
- 企業局
- 教育委員会事務局
- 農業委員会事務局
- 選挙管理委員会事務局
- 監査委員事務局
- 岱明支所
- 横島支所
- 天水支所

### 玉名市の公共施設

#### 社会教育施設
公民館・図書館
- 玉名市文化センター
  - 玉名市中央公民館
- 玉名市岱明町公民館
- 玉名市横島町公民館
- 玉名市天水町公民館
- 玉名市図書館
  - 玉名市民図書館（玉名市文化センター２階に併設）
  - 玉名市岱明図書館（玉名市役所 岱明支所２階に併設）
  - 玉名市横島図書館
  - 玉名市天水図書館（平成30年7月開館）　
    - 移動図書館「たまきな」号

博物館
- 玉名市立歴史博物館こころピア[5]

文化・体育施設等
- 玉名市民会館（大ホール棟、会議室棟）
- 玉名市弓道場
- 玉名市総合体育館
- 玉名市桃田運動公園（市総合体育館、市民球場、市民プール、陸上競技場）
- 玉名市民球場
- 玉名市武道館
- 玉名市民プール
- 玉名市岱明中央公園グラウンド（グラウンド、テニスコート）
- 玉名市岱明B&G海洋センター（アリーナ、プール）
- 玉名市天水グラウンド

#### 福祉施設
- 玉名市勤労者体育センター
- 玉名市青少年センター（2023年度解体予定）
- 玉名市立伊倉児童センター
- 玉名市岱明ふれあい健康センター（温泉、研修室、トレーニング室など）
- 玉名市岱明コミュニティーセンター「潮湯」
- 横島総合保健福祉センター「ゆとりーむ」
- 玉名市天水農村女性研修センター
- 玉名市天水老人憩いの家

#### 公園等
- 高瀬裏川水際緑地（花しょうぶ）
- 立願寺公園（しらさぎの足湯）
- 蛇ヶ谷公園（テニスコート・野球場・広場）
- 市民広場（玉名合同庁舎前広場：玉名市民会館ホール建設のため廃止）
- 物産館「磯の里」
- 鍋松原海岸 - 以前、夏季は海水浴場として開放されていたが、現在は海水浴場ではなくなっている。一方で海岸内には入浴施設「潮湯」がある。
- 港こいパーク
- 山の上展望公園（玉名市横島町大園789）
- 尾田川公園（尾田の丸池）
- ナルシストの丘

#### 観光・交流施設
- 市営「玉の湯」（公衆浴場）
- 玉名市ふるさとセンターY・BOX
- 農産物直売所郷○市
- 草枕温泉てんすい
- 草枕交流館
- 草枕山荘
- 花の館

## 市議会

### 市議会の機構
- 委員会
  - 総務委員会
  - 建設経済委員会
  - 文教厚生委員会

### 玉名市議会議員
- 定数 22名[6]

### 市議会議長
| 代        | 氏名        | 就任年月日     | 退任年月日     | 備考 |  |
| --------- | ----------- | -------------- | -------------- | --- |  |
| 初代      | 松田 憲明   | 2005年11月28日 | 2007年12月5日  | |  |
| ２代      | 小屋野 幸隆 | 2007年12月5日  | 2009年11月12日 | |  |
| ３代      | 竹下 幸治   | 2009年11月16日 | 2011年12月1日  | |  |
| ４代      | 高村 四郎   | 2011年12月1日  | 2013年11月18日 | |  |
| ５代      | 作本 幸男   | 2013年11月18日 | 2015年12月1日  | |  |
| ６代      | 永野 忠弘   | 2015年12月1日  | 2017年11月16日 | |  |
| ７代,８代 | 中尾 嘉男   | 2017年11月16日 |                | 議長選挙を巡る贈賄の疑いで2020年10月24日逮捕。同年11月13日に略式起訴され、同日罰金100万円の略式命令を受けた。 |  |
| 9代       | 内田 靖信   | 2020年11月30日 | 2021年11月17日 | |  |
| 10代      | 近松惠美子  | 2020年11月17日 | 2023年11月28日 | |  |
| 11代      | 江田計司    | 2023年11月28日 | 現職           | |  |

## その他の行政機関

### 国の機関
- 玉名地方合同庁舎
  - 熊本地方法務局玉名支局
  - 熊本国税局玉名税務署
  - 熊本労働局玉名労働基準監督署
  - 自衛隊熊本地方協力本部玉名地域事務所
- 熊本労働局玉名公共職業安定所

### 県の機関
- 熊本県玉名総合庁舎
  - 玉名地域振興局
  - 有明保健所
- 熊本県警察玉名警察署

### その他の機関

#### 行政事務組合
- 有明広域行政事務組合事務局（玉名市役所 岱明支所３階に併設）

#### 消防
- 有明広域行政事務組合消防本部
- 玉名消防署
  - 天水分署

#### 公立総合病院
- くまもと県北病院

## 経済・商業施設

### 産業
- 市内総生産：1,931億円（2004年度）
- 特産品：玉名ラーメン・海苔・蜂蜜・辛子蓮根・いちご・トマト
  - 玉名ブランド

玉名ラーメン
- ラーメン専門店玉龍（ぎょくりゅう）
- 静海（しずみ）ラーメン（閉店）
- 桃苑（とうえん）
- 天琴（てんきん）
- 千龍（せんりゅう）
- 丸幸ラーメン（まるこう）
- 来々軒（らいらいけん）
- 極ラーメン宙（きわめ・そら）
- 中王ラーメン（ちゅうおう）
- 黒龍ラーメン（こくりゅう）（閉店）
- 雲龍軒（うんりゅうけん）
- 大輪（だいりん）
- 番屋（ばんや）
- 腹つづみ（閉店）
- 味千ラーメン玉名店（あじせん）
- 味千ラーメン玉名天水店
- ら〜めん とんとん（閉店）
- らぁめん玉宝（2025年開業）

玉名市に事業所を置く主要企業
- 株式会社トッパンマテリアルプロダクツ熊本工場
- トッパンパックス株式会社玉名工場
- トッパンフォームズ西日本株式会社
- 株式会社ブリヂストン熊本工場
- 株式会社日本海水熊本工場（旧浦島海苔本社工場）
- 愛三熊本株式会社
- 株式会社京写九州営業所
- 九州プラスチック工業株式会社
- 株式会社九州プレシジョン（平成14年2月）
- カンケンテクノ株式会社玉名工場（仮称）（本社：京都府）2023年8月操業開始予定

廃工場
- パナソニックコミュニケーションズ岱明工場

### 商業施設
大型商業施設
- ゆめマート玉名
- カリーノ玉名（ダイレックス玉名中央店）
  - ジャスコ玉名店（2011年2月20日閉店）

百貨店
- 鶴屋百貨店（玉名店）

スーパーマーケット
- 健康市場マルエイ
- 鮮ど市場
- マミーズ
- マルキョウ
- スーパーストア ロッキー

コンビニエンスストア
- セブン-イレブン
- ファミリーマート
- ローソン
- ヤマザキショップ
- デイリーヤマザキ

外食チェーン
- ジョイフル
- ガスト
- リンガーハット
- カレーハウスCoCo壱番屋
- ウエスト
- 大阪王将
- 餃子の王将（2018年3月31日閉店）
- 魚民

ファストフード
- マクドナルド
- モスバーガー
- サーティワンアイスクリーム（2018年5月9日閉店）
- ケンタッキーフライドチキン
- ミスタードーナツ
- すき家

弁当チェーン
- ほっともっと
- ほっかほっか亭
- ヒライ

ドラッグストア
- マツモトキヨシ
- ドラッグイレブン
- ドラッグストアモリ
- ドラッグコスモス
- ドラッグセイムス（伊倉店）
- 下川薬局

ホームセンター・ディスカウントストア
- ダイレックス
- グッデイ
- ホームセンターサンコー
- ダイキ
- ナフコ
- スーパーキッド
- コメリ

書店・レンタル
- TSUTAYA
- ゲオ
- 明林堂書店（旧ブックス24，閉店。ゆめマート玉名店は現存）

家電量販店
- ベスト電器
- ヤマダデンキ
- エディオン
- ケーズデンキ

ファッション・雑貨店
- しまむら
- 西松屋

メガネ・補聴器店
- 眼鏡市場
- ヨネザワ
- メガネの大宝堂
- 三城

### 温泉施設
玉名温泉
- ホテル・旅館
  - 司ロイヤルホテル
  - ホテルしらさぎ
  - 元湯 ひきの荘
  - 里山リゾート さつき別荘
  - 尚玄山荘
  - 尚玄山荘 別邸さくら
  - 金峰園
  - 那古井館 別邸 玉響（2022年開業）
  - 玉名ファミリー温泉
  - 山もみじの宿 八芳園
  - 立願寺温泉ホテル
  - 蔵の郷（2023年4月開業）
- かつて存在したホテル・旅館
  - 黄金館
  - 竹水苑
  - 紅葉館
  - 大和荘
- 日帰り温泉施設・足湯
  - 市営公衆浴場 玉の湯
  - つかさの湯
  - 庄屋の湯（閉店）
  - 湯願（貸切風呂）
  - 竹乃香（貸切風呂）
  - プライベートスパ　クラゲ（貸切風呂、2022年開業）
  - しらさぎの足湯（立願寺公園）

小天温泉
- ホテル・旅館
- 那古井館
- 草枕山荘（宿泊施設なお、温泉施設ではない）
- 日帰り温泉施設
- 草枕温泉てんすい（日帰り温泉施設）

### 宿泊施設

#### ホステル
- HIKE　1階はカフェ＆ダイニング、2020年オープン[7]

## 姉妹都市・提携都市

### 海外
姉妹都市
- クラリンダ市（アメリカ合衆国アイオワ州）
1996年(平成8年)4月3日 姉妹都市提携

友好都市
- 瓦房店市（中華人民共和国遼寧省）
1994年(平成6年)10月6日 友好都市提携
- 文京区 (東京都)
2019年(令和元年)11月7日 相互協力協定

### 国内
- 文京区（東京都）
- 箱根町

## 人口
| |                                        |  |
| 玉名市と全国の年齢別人口分布（2005年） | 玉名市の年齢・男女別人口分布（2005年） |  |
| ■紫色 ― 玉名市 ■緑色 ― 日本全国 | ■青色 ― 男性 ■赤色 ― 女性              |  |
| 玉名市（に相当する地域）の人口の推移 \| 1970年（昭和45年） \| 69,354人 \| \| \| 1975年（昭和50年） \| 69,893人 \| \| \| 1980年（昭和55年） \| 72,324人 \| \| \| 1985年（昭和60年） \| 74,356人 \| \| \| 1990年（平成2年） \| 73,319人 \| \| \| 1995年（平成7年） \| 72,900人 \| \| \| 2000年（平成12年） \| 73,051人 \| \| \| 2005年（平成17年） \| 71,851人 \| \| \| 2010年（平成22年） \| 69,541人 \| \| \| 2015年（平成27年） \| 66,782人 \| \| \| 2020年（令和2年） \| 64,292人 \| \| |                                        |  |
| 総務省統計局 国勢調査より |                                        |  |
| 1970年（昭和45年） | 69,354人                               |  |
| 1975年（昭和50年） | 69,893人                               |  |
| 1980年（昭和55年） | 72,324人                               |  |
| 1985年（昭和60年） | 74,356人                               |  |
| 1990年（平成2年） | 73,319人                               |  |
| 1995年（平成7年） | 72,900人                               |  |
| 2000年（平成12年） | 73,051人                               |  |
| 2005年（平成17年） | 71,851人                               |  |
| 2010年（平成22年） | 69,541人                               |  |
| 2015年（平成27年） | 66,782人                               |  |
| 2020年（令和2年） | 64,292人                               |  |

| 地区名 | 世帯数 | 人口   |
| ------ | ------ | ------ |
| 玉名町 | 5,569  | 12,830 |
| 築山   | 3,048  | 7,995  |
| 滑石   | 1,154  | 3,214  |
| 大浜   | 975    | 2,897  |
| 豊水   | 489    | 1,426  |
| 伊倉   | 1,488  | 3,867  |
| 八嘉   | 1,498  | 3,651  |
| 梅林   | 568    | 1,534  |
| 小田   | 376    | 1,045  |
| 玉名   | 813    | 2,070  |
| 月瀬   | 251    | 674    |
| 石貫   | 424    | 1,268  |
| 三ツ川 | 297    | 831    |
| 睦合   | 1,507  | 3,939  |
| 大野   | 1,494  | 3,949  |
| 高道   | 1,263  | 3,472  |
| 鍋     | 1,081  | 2,996  |
| 横島   | 1,582  | 5,337  |
| 玉水   | 954    | 3,036  |
| 小天   | 973    | 2,803  |
| 小天東 | 215    | 753    |

## 教育

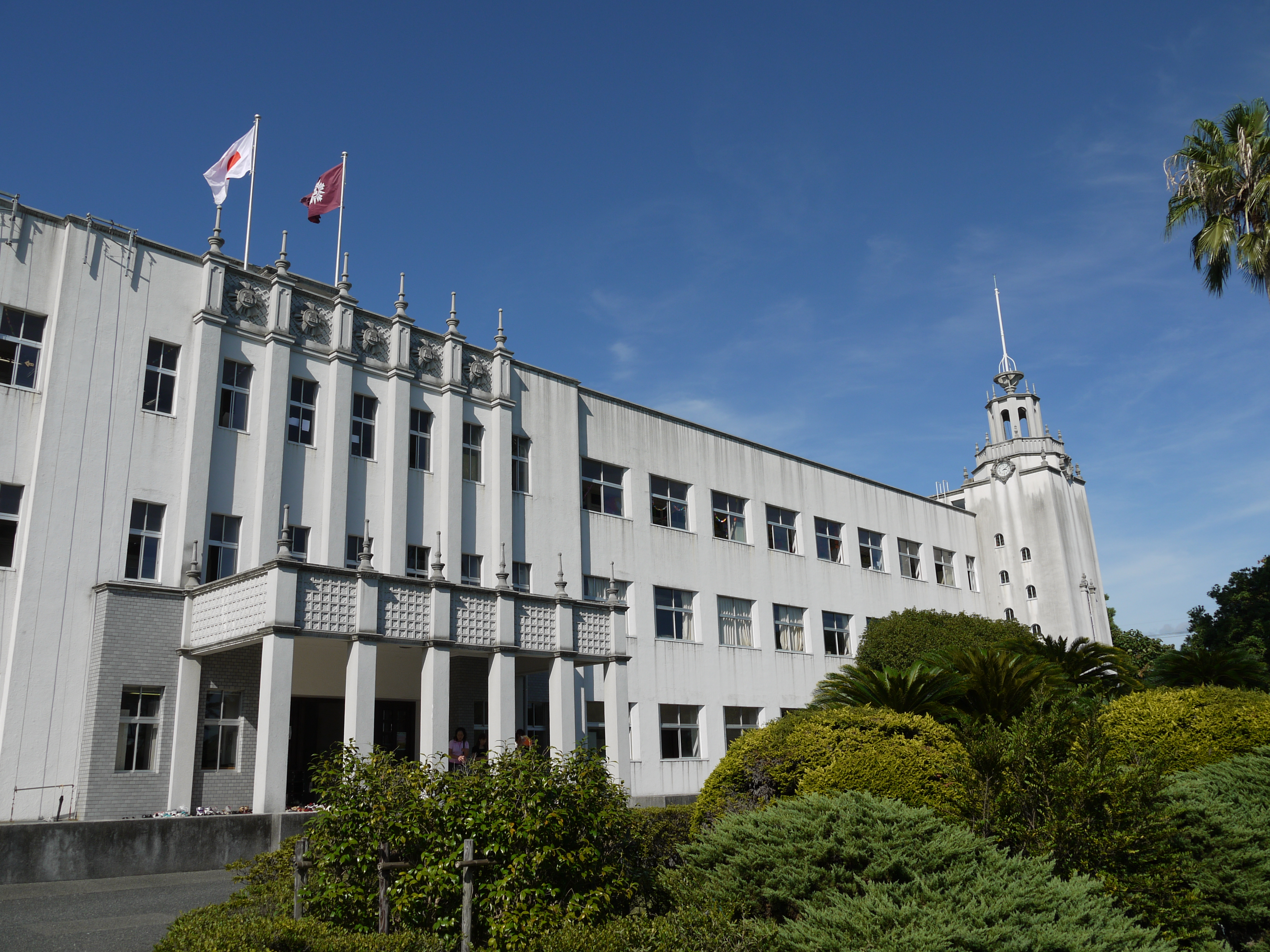
登録有形文化財となっている県立玉名高校校舎

### 大学
- 九州看護福祉大学

### 専門学校
- 日本総合教育専門学校

### 高等学校
県立
- 熊本県立玉名高等学校
- 熊本県立北稜高等学校 （旧熊本県立玉名農業高等学校）
- 熊本県立玉名工業高等学校

私立
- 専修大学熊本玉名高等学校（2023年専修大学玉名高等学校から校名変更）
- 玉名女子高等学校

### 中学校
県立
- 熊本県立玉名高等学校附属中学校

市立
- 玉名中学校
- 有明中学校
- 玉陵中学校
- 玉南中学校
- 岱明中学校
- 天水中学校

### 小学校
市立
市内、全ての小学校に標準服がある。
2020年、玉名市立小天東小学校は玉名市立小天小学校と統合した。
2025年、玉名市立大浜小学校と玉名市立豊水小学校は統合し玉名市立大豊小学校となった。
- 玉名町小学校
- 築山小学校
- 滑石小学校
- 大豊小学校
- 八嘉小学校
- 伊倉小学校
- 玉陵小学校
- 大野小学校
- 睦合小学校
- 高道小学校
- 鍋小学校
- 横島小学校
- 玉水小学校
- 小天小学校

### 幼稚園
- おおくらの森幼稚園（幼保一貫教育）
- 玉名ルーテル幼稚園
- たまきな幼稚園（旧たまきな保育園）（認定こども園）
- おおとり幼稚園（認定こども園）
- 岱明幼稚園（認定こども園）
- 横島幼稚園

### 保育所
市立
- 玉名第一保育所
- 玉名第二保育所
- 滑石保育所
- 伊倉保育所
- 豊水保育所
- 梅林保育所
- 睦合保育所
- 大野保育所
- 高道保育所
- 鍋保育所

私立
- おおくらの森保育園（幼保一貫教育）
- 敬愛保育園
- 慈保育園
- 玉名ゆりかご保育園
- ぬかみね保育園
- ちどり保育園
- 横島保育園
- 小天保育園
- 玉水保育園
- 小天東保育園

### 学校教育以外の施設
- 玉名高等職業訓練校（認定職業訓練のための施設）
- 玉名自動車学園
  - 大洋自動車学校
  - 大洋第二自動車学校

## 交通

### 鉄道路線

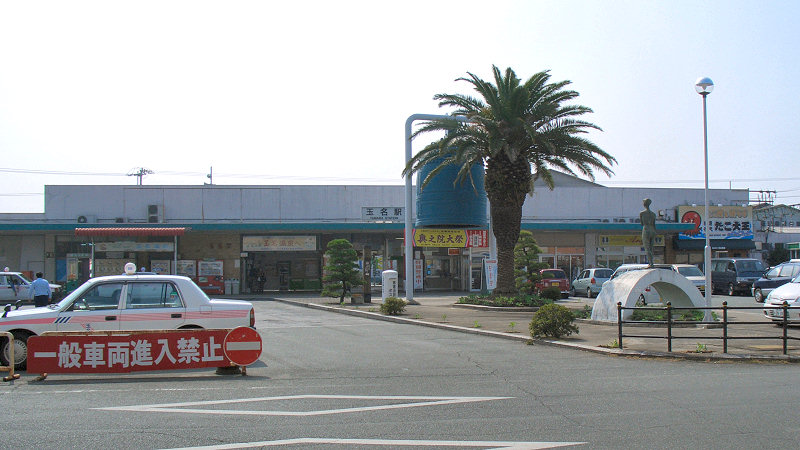
玉名駅

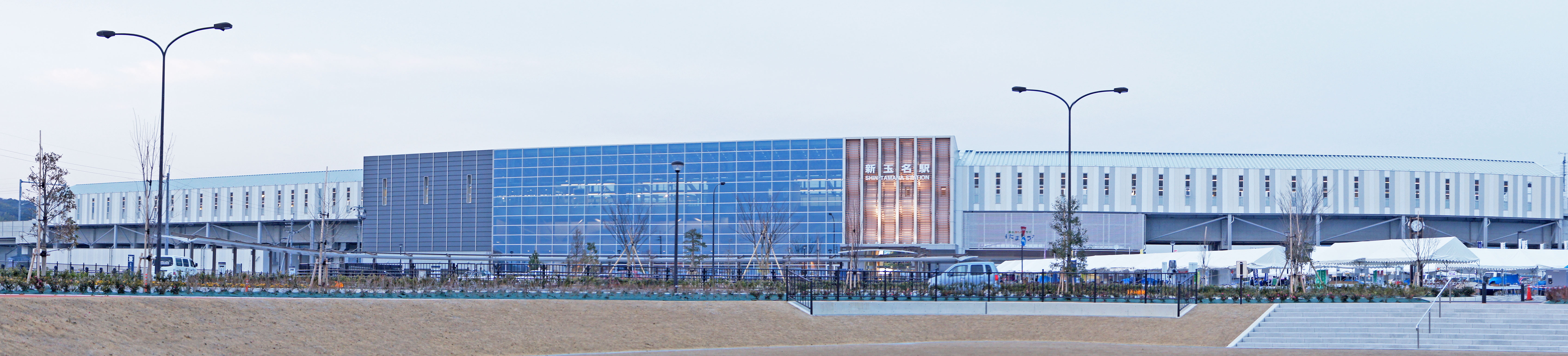
新玉名駅

市の中心となる駅は玉名駅。新幹線駅として新玉名駅がある。
九州旅客鉄道（JR九州）
- 九州新幹線：新玉名駅
- ■鹿児島本線：大野下駅 - 玉名駅 - 肥後伊倉駅

### バス路線
- 産交バス - 玉名営業所が担当する。玉名駅前ターミナルを中心とした路線網で、周辺の荒尾市・長洲町・南関町・山鹿市・玉東町・熊本市とを結ぶ路線があるほか、中心市街地では玉名市街地循環バスを運行する。

なお、市内に発着する高速バスはない。

### 予約制乗合タクシー
- 玉名市は以下の乗合タクシーを運行している。いずれも予約制・登録制で、玉名市民以外でも利用可能であるが、利用者は事前の登録が必要。
  - しおかぜタクシー - 岱明・滑石地域を中心に運行[8]
  - いちごタクシー - 横島・大浜・豊水（＝有明中学校区）地域を中心に運行[9]
  - いだてんタクシー - 玉陵地域を中心に運行[10]
  - おれんじタクシー - 天水・玉南地域を中心に運行（2023年4月運行開始）
- みかんタクシー - 熊本市が運行しており天水・河内地域を中心に運行する。玉名市内にも運行区間はあるが熊本市民のみ利用可能（2023年4月運行開始）[11]。

### 主要道路
高速道路
市内にはいかなる形態の高速道路も通っていない。最寄りのインターチェンジは隣の玉名郡和水町にある九州自動車道菊水ICである。
なお、玉名PAは南関町に所在しており、玉名市との境界からも遠く離れている。
バイパス道路
- 玉名バイパス （国道208号）

一般国道
- 国道208号
- 国道501号

主要地方道
- 熊本県道1号熊本玉名線
- 熊本県道・福岡県道4号玉名八女線
- 熊本県道・福岡県道6号玉名立花線
- 熊本県道16号玉名山鹿線

一般県道
- 熊本県道112号長洲玉名線
- 熊本県道113号玉名植木線
- 熊本県道165号玉名停車場立願寺線
- 熊本県道167号肥後伊倉停車場線
- 熊本県道168号大野下停車場西照寺線
- 熊本県道169号大野下停車場線
- 熊本県道170号肥後伊倉停車場田崎線
- 熊本県道191号部田見木葉線
- 熊本県道302号稲佐津留玉名線
- 熊本県道327号大浜小天線
- 熊本県道332号小天下硯川線
- 熊本県道347号寺田岱明線

### 他地域からの所要時間
鉄路 
- 熊本駅から玉名駅まで普通列車で約30分。
- 博多駅から玉名駅まで快速列車を乗り継ぎ約1時間30分。
  - 普通列車（直通）で約2時間。
- 熊本駅から新玉名駅まで新幹線で約9分。
- 博多駅から新玉名駅まで新幹線で約45分。
- 天神駅から玉名駅まで西鉄（特急）とJR在来線を乗り継ぎ約1時間30分。
- 鹿児島中央駅から新玉名駅まで新幹線で約1時間10分（熊本駅乗換の場合は約1時間20分）。

 空路 
- 熊本空港から玉名市まで約50分。
- 佐賀空港から玉名市まで約1時間10分。
- 福岡空港から玉名市まで約1時間20分。

## 玉名市で行われるマラソン大会
- 玉名いだてんマラソン大会
- 玉名市横島いちごマラソン
- 金栗杯玉名ハーフマラソン大会（公認）

なお、玉名市小田地区は、金栗四三氏が住んでいたこともあり、毎年正月には地域対抗駅伝大会が行われている。

## 名所・旧跡・観光スポット・花火大会・季節祭り・催事

### 温泉地
- 玉名温泉
- 小天温泉

### 花火大会・季節祭り・催事
- 玉名納涼花火大会（1万1発）
- 玉名大俵まつり
- 玉名高瀬裏川花しょうぶまつり
- 横島いちごマラソン
- 大野下雨乞い奴踊り[12]
- 伊倉南・北八幡宮春季大祭　練り嫁行列[13]
- 大浜外嶋宮住吉神社年紀祭[14]
- 繁根木八幡宮秋季大祭[15]
- 小天天子宮（小天神社）「火の神祭り」[16]　火渡り神事で有名
- 梅林天満宮の流鏑馬[17]　熊本県の無形民俗文化財。
- 西南戦争慰霊祭

### 名所・旧跡
- 大坊古墳 - 国の史跡
- 永安寺東古墳 - 国の史跡
- 永安寺西古墳 - 国の史跡
- 玉名大神宮

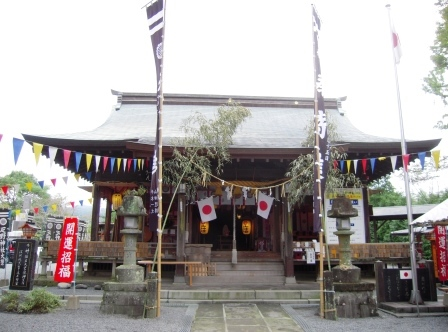
疋野神社

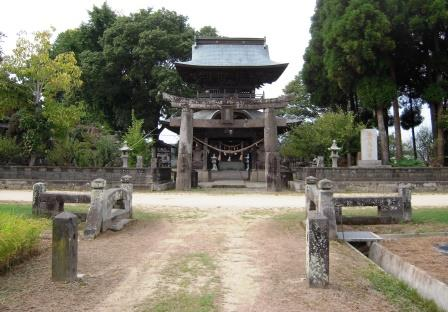
梅林天満宮

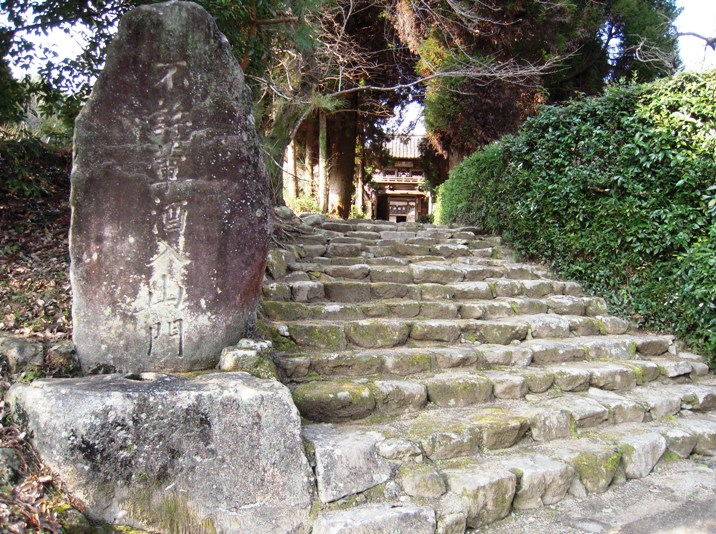
廣福寺

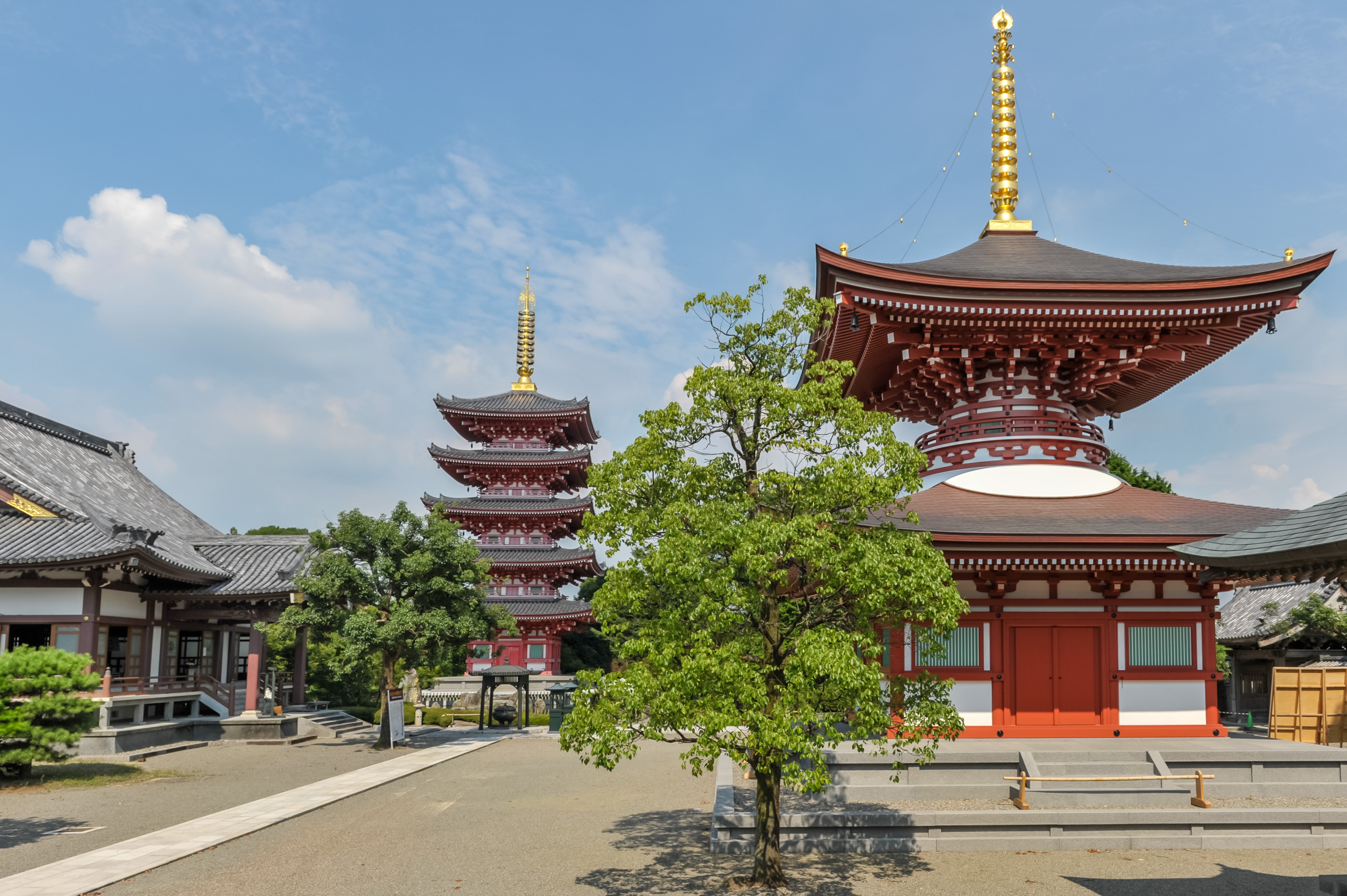
蓮華院誕生寺

- 疋野神社 - 平安時代の「延喜式」にも掲載されている神社。熊本県内では、阿蘇神社、国造神社と疋野神社のみ。
- 梅林天満宮 - 太宰府天満宮第一分社。本殿、拝殿、楼門、鳥居は国の登録有形文化財。
- 石貫ナギノ横穴群 - 国の史跡
- 石貫観音横穴 - 国の史跡
- 大野下の大ソテツ - 国の天然記念物
- 菊池川堤防のハゼ並木 - 国の登録記念物（植物）
- 熊本県立玉名高校本館、前庭池、正門 - 国の登録有形文化財（建造物）
- 繁根木神社 - 玉名市繁根木にある神社。菊池一族の紀隆村が、応和元年（961年）に大野別府の総鎮守として京都の石清水八幡宮から勧請したと伝えられている。西南戦争では有栖川熾仁総督率いる政府軍本営にもなった。
- 高瀬裏川水際緑地 - 緑地内には、熊本県の重要文化財、高瀬目鏡橋がある。
- 大浜飛行場
- 蓮華院誕生寺
- 大野下の大蘇鉄 - 国の天然記念物。
- 鍋松原海水浴場 - 熊本県北唯一の海水浴場として知られ、松原海岸内には、物産館「磯の里」や、コミュニティセンター潮湯などがある。また、地引網体験などもできる。
- 旧玉名干拓施設群 - 国の重要文化財（建造物）
- 笠智衆生家・記念碑
- 前田家別邸 - 前田案山子の別邸。明治の文豪夏目漱石が宿泊したところとして知られ、市によって現存部分（浴槽と居間）が整備されている。小説『草枕』の舞台となった。
- 尾田の丸池 - 平成の名水百選に選ばれた。
- 山田の藤 - 山田日吉神社境内にある藤棚。県指定の天然記念物。
- 廣福寺 (玉名市)
- 高瀬船着場跡 - 熊本藩が設置した年貢米集散のための船着き場として江戸時代に整備された[18]。
- 高瀬裏川水際緑地

### 観光施設
- 物産館「磯の里」（閉館中）

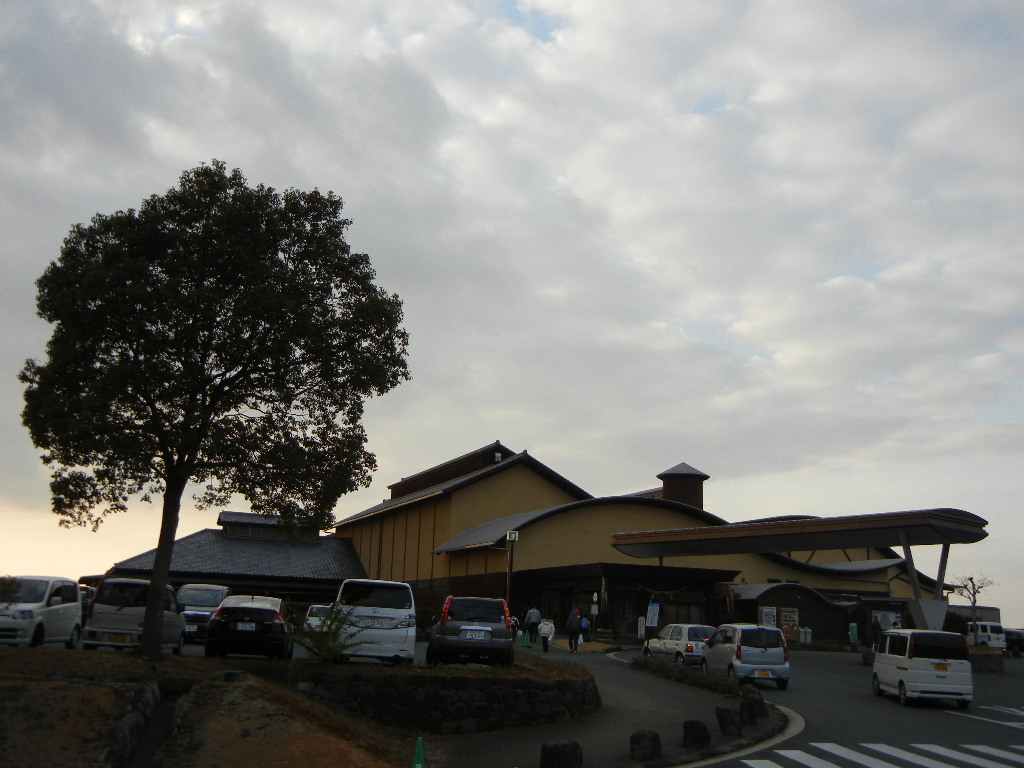
草枕温泉てんすい

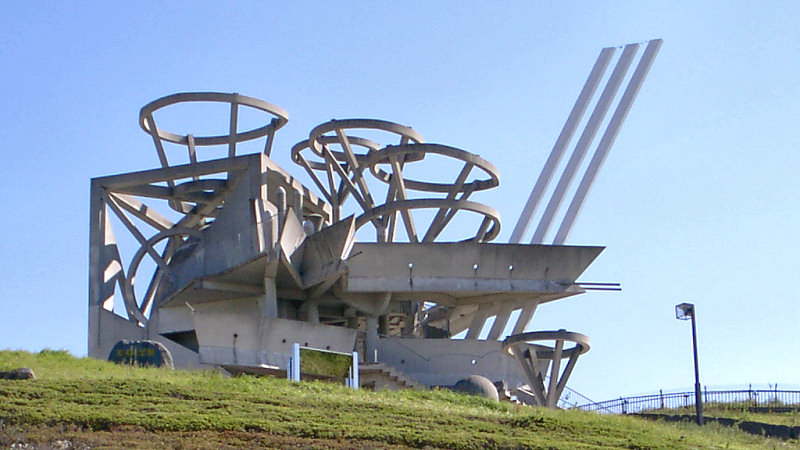
玉名天望館。高崎正治設計。1992年

- 草枕温泉てんすい 指定管理者：池田建設草枕温泉てんすい
- 農産物直売所「郷○市」
- 観光ほっとプラザ たまララ 2011年3月1日オープン 指定管理者：玉名観光協会
- ふるさとセンターY・BOX - いちご狩り園を併設。
- 草枕交流館 - 夏目漱石の小説『草枕』の舞台となった天水の前田家などを中心に解説展示を行っている。また、周辺の観光スポットなどを紹介している。
- 玉名天望館 - 市内を見渡す展望と奇抜な建物で知られる。

### 寺院[19]
- 専光寺	単立	玉名市高道841-1
- 正福寺	単立	玉名市岱明町野口2226
- シュバイツァー寺	単立　玉名市立願寺584
- 龍禅院立願寺	単立（真言宗観音派）	玉名市立願寺650
- 光徳寺	単立（浄土真宗）	玉名市玉名2613
- 弘法寺	単立（真言宗）	玉名市岩崎375-21
- 福蔵寺	単立	玉名市安楽寺1262
- 光寂寺　真宗木辺派	玉名市岱明町鍋293
- 浄福寺	真宗木辺派	玉名市河崎535
- 蓮華院誕生寺	真言律宗	玉名市築地2288
- 築地小僧伽　日本山妙法寺　玉名市築地1596-23
- 立願寺小僧伽　日本山妙法寺	玉名市岩崎375-3
- 妙修寺　法華宗（本門流）	玉名市玉名3171
- 妙法寺　日蓮宗	玉名市高瀬428
- 妙性寺	日蓮宗	玉名市中1735
- 小天教会	日蓮宗	玉名市天水町小天756-3
- 廣福寺	曹洞宗	玉名市石貫1379
- 願行寺	時宗	玉名市高瀬335
- 明正寺	真宗大谷派	玉名市中1488
- 延久寺	真宗大谷派	玉名市高瀬384
- 覚真寺	真宗大谷派	玉名市伊倉南方1324
- 光現寺	真宗大谷派	玉名市岱明町西照寺314
- 光寂寺	真宗大谷派	玉名市岱明町鍋293-1
- 法光寺　浄土真宗本願寺派	玉名市天水町野部田897
- 妙光寺	浄土真宗本願寺派	玉名市川島838
- 安正寺	浄土真宗本願寺派	玉名市岱明町下沖洲143
- 安養寺	浄土真宗本願寺派	玉名市岱明町山下1108
- 円光寺	浄土真宗本願寺派	玉名市築地2508
- 来光寺	浄土真宗本願寺派	玉名市伊倉北方3140
- 光行寺	浄土真宗本願寺派	玉名市大浜町2102
- 常安寺	浄土真宗本願寺派	玉名市秋丸302
- 光善寺	浄土真宗本願寺派	玉名市大浜町919
- 寿福寺	浄土真宗本願寺派	玉名市岱明町浜田59-1
- 来顕寺	浄土真宗本願寺派	玉名市青野134
- 光明寺	浄土真宗本願寺派	玉名市溝上505
- 光浄寺	浄土真宗本願寺派	玉名市高瀬３１１
- 来照寺	浄土真宗本願寺派	玉名市天水町立花1442
- 光尊寺	浄土真宗本願寺派	玉名市高瀬78
- 西光寺	浄土真宗本願寺派	玉名市高瀬368
- 安楽寺	浄土真宗本願寺派	玉名市滑石798-1
- 明教寺	浄土真宗本願寺派	玉名市高瀬396
- 光専寺	浄土真宗本願寺派	玉名市伊倉北方3095
- 光蓮寺	浄土真宗本願寺派	玉名市三ツ川4523
- 法雲寺	浄土真宗本願寺派	玉名市横島町大園793
- 慶専寺	浄土真宗本願寺派	玉名市中1364
- 大覚寺	浄土宗	玉名市高瀬354
- 玉名教会	真言宗大覚寺派	玉名市滑石2489-1
- 昭天寺	高野山真言宗	玉名市天水町小天776-2
- 赤松院	高野山真言宗	玉名市大浜町3205-4
- 報恩院	高野山真言宗	玉名市天水町竹崎564
- 弘泉寺	高野山真言宗	玉名市山田39

## 地域づくり活動
- 「玉名21の星事業」小学校区を基礎単位とした市民による地域づくり事業
- 「小岱山薬草の会」崇城大学薬学部村上光太郎教授をオブザーバーに迎えた、市民主体の薬草による健康づくり、地域づくり活動
- 「玉名ラーメン協議会」玉名ラーメンのPR団体。お持ち帰りラーメンなども開発。
- 「玉名のキズナめし実行委員会」市内の若手飲食業者による地産地消メニュー「キズナめし」を行なう団体。
- 「玉名裏川筋を愛する会」
- 「高瀬裏川花しょうぶまつり実行委員会」高瀬商店街を中心とした集まり。
- 「将棋の里玉名実行委員会 」　蓮華院誕生寺奥之院で「全国将棋寺子屋合宿」を開催している。
- 「玉名遺産を活かす会」　玉名に数多くある歴史遺産や観光地などを活用した街づくりを行い、後世へとつなげる団体。

## 玉名市を舞台にした作品
- 「草枕」- 1906年に夏目漱石が発表した小説。市内の小天温泉が舞台となる。
- 復讐するは我にあり - 戦後最悪の連続殺人といわれた西口彰事件を基につくられた佐木隆三の小説（第74回直木賞（1975年下半期）受賞）。犯人は現実の西口彰事件と同じく玉名市で逮捕される。映画やTVドラマも作られたが，映画では浜松で逮捕される。
- いだてん〜東京オリムピック噺〜 - 2019年NHK大河ドラマ。玉名名誉市民だった金栗四三が主人公のひとりだったため、市内の繁根木に「いだてん 大河ドラマ館」が2019年1月12日から2020年1月13日まで開館していた。市内の菊池川沿いでもドラマの撮影が行われた。
- 前田慶次　かぶき旅 - 第１巻 立花宗茂が身を寄せていた場所として玉名市高瀬が出てくる。

## 出身有名人
★は故人。

### 政治家
- 前田案山子（槍術家、衆議院議員）★
- 前田卓（政治運動家。前田案山子の次女）★
- 宮崎槌（宮崎滔天の妻。前田案山子の3女）★
- 一瀬一二（衆議院議員、ジャーナリスト）★
- 福田虎亀（山形県知事、衆議院議員、熊本市長）★
- 大麻唯男（元国務大臣・国家公安委員長）★
- 橋本二郎（初代旧玉名市長、玉名市名誉市民）★
- 浦田勝（熊本県議会議長、参議院議員、玉名市名誉市民）

### 軍人
- 福田良三（海軍軍人）★
- 小山卯三郎（陸軍軍人、指揮者）★

### 財界
- 長野吉彰（銀行家）★
- 松本虎之助（浦島海苔社長、玉名市長、玉名市名誉市民）★

### 宗教家
- 金森通倫（牧師）★
- 皇円（僧。扶桑略記の編者。浄土宗開祖法然の師）★
- 豪潮律師（僧）★
- 大塚退野（儒学者）★

### 学者
- 戸川秋骨（英文学者、評論家、翻訳家、教育者、随筆家）★
- 福島靖正（国立保健医療科学院長）
- 福田豊（経済学者）
- 田尻寅雄（医学者）★

### 文化界
- 池辺三山（ジャーナリスト）★
- 草村北星（小説家）★
- 中田整一（ノンフィクション作家）
- 田代順七（洋画家）★
- 樫木祐人（漫画家）
- ヒロモト森一（漫画家）
- 松森正（漫画家）
- 吉開寛二（漫画家）
- 植田いつ子（ファッションデザイナー、玉名市名誉市民）★
- 武田華奈（テレビ宮崎アナウンサー）

### 俳優
- 志水正義（俳優）★
- 富田浩太郎（俳優）★
- 笠智衆（俳優、玉名市名誉市民）★
- 凪咲星南（元宝塚女優）

### スポーツ界
- 大麻勇次（剣道家、剣道十段）★
- 前田智徳（元プロ野球選手、現野球解説者・野球評論家 - 広島東洋カープ、外野手）
- 松岡健一（プロ野球選手 - 東京ヤクルトスワローズ、投手）
- 溝脇隼人（プロ野球選手 - 中日ドラゴンズ、内野手）
- 松本純一（サッカー指導者 - ロアッソ熊本フィジカルコーチ）
- 天鎧鵬貴由輝（大相撲力士）
- 天水山正則（元大相撲力士）
- 普天王水（元大相撲力士、現年寄稲川）
- TAJIRI（プロレスラー）
- 植尾勝浩（レーサー）
- 三津家貴也（ランニングインフルエンサー)
- 荒木優奈（プロゴルファー）

## ゆかりのある有名人
★は故人
- 竹添進一郎（外交官、漢学者）★
- 新井麻希（フリーアナウンサー、元TBS）：母の実家が立願寺にある吉田写真館
- 井上聡（お笑いタレント - 次長課長）：玉名市生まれ、岡山市育ち
- 荻野目慶子（女優）・荻野目洋子（歌手・女優）：母が玉名市出身
- 釈由美子（女優、タレント）：母が玉名市出身
- 木下順二（劇作家、評論家）：東京市本郷区生まれだが、木下家は父の代まで代々玉名郡の惣庄屋や玉名郡長、伊倉町長等を務めた名家である。木下も玉名に何度も滞在・訪問していて，自身で玉名を故郷としている ★
- 夏目漱石（小説家・詩人・熊本第五高等学校教諭）★
- 乃木希典（陸軍軍人：陸軍大将）：西南戦争時玉名大神宮付近で重傷を負った★
- 西郷小兵衛（薩軍軍人）：西郷隆盛の末弟。西南戦争時繁根木川沿いにて戦死★
- 西郷菊次郎（薩軍軍人・京都市長）：西郷隆盛の長男。西南戦争時右足に銃弾を受け負傷★
- 大智（仏教僧）：宇土出身。玉名に廣福寺を創建★
- 横井玉子（教育者、女子美術大学創立者）：玉名市育ち ★
- 中川州男（陸軍軍人：陸軍中将）：旧制玉名中学出身 ★
- 金栗四三（体育教師、マラソン選手）：「日本マラソンの父」と呼ばれるマラソンの第一人者。日本代表として初めてオリンピックに出場。玉名市名誉市民★
- 内柴正人（柔道五輪金メダリスト、元九州看護福祉大学女子柔道部コーチ）：元玉名市在住で現在は八代市に居住。